# Вереща
Вереща — деревня в Карачевском районе Брянской области России. Входит в состав Мылинского сельского поселения.

## География
Деревня находится в восточной части Брянской области, в зоне хвойно-широколиственных лесов, на левом берегу реки Верещи (приток Снежети), на расстоянии примерно 10 километров (по прямой) к северо-западу от города Карачева, административного центра района. Абсолютная высота — 183 метра над уровнем моря.
Климат
Климат умеренно континентальный с теплым летом и умеренно морозной зимой. Годовое количество осадков — 500—600 мм. Средняя температура января составляет −8,6°, июля — +18,6°.
Часовой пояс
Деревня Вереща, как и вся Брянская область, находится в часовой зоне МСК (московское время). Смещение применяемого времени относительно UTC составляет +3:00.

## Население
| 2010 | 2013 |
| ---- | ---- |
| 259  | ↘254 |

Половой состав
По данным Всероссийской переписи населения 2010 года в гендерной структуре населения мужчины составляли 13,5 %, женщины — соответственно 86,5 %.
Национальный состав
Согласно результатам переписи 2002 года, в национальной структуре населения русские составляли 98 % из 260 чел.

## Улицы
Уличная сеть деревни состоит из одной улицы (ул. Лесная). Газовое снабжение отсутствует.